# 유제프 안토니 포니아토프스키
유제프 안토니 포니아토프스키(폴란드어: Józef Antoni Poniatowski, 1763년 5월 7일 ~ 1813년 10월 19일)는 폴란드의 군인이다. 나폴레옹 전쟁 당시 나폴레옹이 임명한 26명의 원수 중 한 명이며, 나폴레옹 프랑스군 내에서 폴란드 군대를 이끌었던 폴란드인 장군이다. 그러나 포니아토프스키가 다른 원수들과 다른 점이 있다면, 그는 처음부터 왕족이었다는 점이다.

## 출생에서 오스트리아군 복무시절까지
포니아토프스키는 오스트리아의 빈에 있는 킨스키 궁에서 태어났다. 그의 아버지는 폴란드의 마지막 국왕이 되는 스타니스와프 아우구스트 포니아토프스키의 형제였고, 어머니는 당대의 여걸 마리아 테레지아의 궁정 출신 여인이었다. 아버지는 오스트리아 군대에서 육군 원수로서 복무하고 있었다.
포니아토프스키가 10세가 되던 해, 아버지가 죽었고, 숙부인 스타니스와프 아우구스트가 후견인이 되어 둘은 매우 친밀한 관계를 유지했다. 포니아토프스키는 빈에서 나고 자랐지만 어머니가 있던 프라하에서 더 많은 시간을 보냈고, 숙부가 살고 있는 바르샤바에서도 지냈다.
포니아토프스키의 군 경력은 오스트리아군에서 복무한 것으로부터 시작한다. 1780년에 포니아토프스키는 대위로 임관했고, 1786~1788년에 걸쳐 진급, 1788년 오스트리아가 오스만 제국과의 전쟁을 벌일 시에는 대령으로 진급해 있었다. 그 해에 그는 당시의 오스트리아 국왕 요제프 2세의 막료로 종군했으며, 오스만 제국과의 전쟁에서 눈부신 공적을 세웠다. 그러나 1788년 4월 25일에 사바크에서 심한 부상을 입었으나 카를 필리프 슈바르첸베르크 공에 의해 구출되었다.

## 폴란드군으로 이적하다
그가 26세 되던 해, 포니아토프스키는 폴란드 국왕 스타니스와프 아우구스트와 폴란드 의회의 요청으로 폴란드군 장교로 임관했다. 이 해에 그는 오스트리아군 내의 타데우스 코쉬츄스코를 비롯한 폴란드인 동료들과 함께 폴란드로 이주했고, 1789년 스타니스와프 아우구스트가 재편한 폴란드군에서 그는 같이 왔던 다른 동료들과 함께 소장이 되었다. 그리고 그는 우크라이나 방면에 있는 군대의 사단장으로 부임했으며, 이때의 경험으로 포니아토프스키는 폴란드군의 대대적인 개혁이 필요함을 느꼈다.
포니아토프스키는 열성적인 개혁 지지자였고, 그는 친구들과 함께 폴란드 의회에 개혁의 필요성을 건의했으나 의회는 그것을 들어주지않았다. 그러자 포니아토프스키는 무력을 동원해 개혁안과 관련된 법안을 확실하게 통과시켰다.
1792년 5월 6일에 포니아토프스키는 중장으로 진급했고, 우크라이나 방면의 폴란드군을 담당하게 되었다. 러시아로부터의 공격에 대한 방어를 요청받은 조제프는 오스트리아군 출신의 폴란드인 동료들과 함께 러시아군 저지를 목표로 분투했다. 그러나 수적으로도, 물적으로도 압도적인 우세를 점한 러시아군을 상대로 부득이하게 후퇴를 단행할 수 밖에 없었지만 아군에 유리한 상황이면 그것을 놓치지 않고 노력한 끝에 지엘렌스에서 승리를 거둘 수 있었다.
하지만 러시아군의 압도적인 공세는 계속되었고, 결국에는 바르샤바까지 러시아군이 도달하기에 이르렀다. 폴란드군이 반격하기 위해 출성하는 그때, 포니아토프스키의 앞에 특사가 나타났다. 그의 숙부가 러시아와의 조약에 서명했고, 러시아의 보호령인 타르고비카 연방에 가입하며, 폴란드군은 더 이상 러시아군에 대해 적대할 수 없다는 것이었다.
이 믿을 수 없는 상황에 모두가 절망했고, 몇몇은 포니아토프스키에게 쿠데타를 일으키자 주장했으나 그는 그것을 무시했다. 그 후 그는 실망한 많은 폴란드 장성들과 함께 퇴역하여 폴란드군을 떠났다.
폴란드를 떠나 빈으로 돌아온 포니아토프스키는 조국을 바보로 만든 원흉인 타르고비카 연방의 지도자 스체니 포토키에게 반복해서 결투를 신청했다. 하지만 러시아 차르는 그가 폴란드로부터 사라지길 원했기에, 겁먹은 숙부는 그에게 압력을 가해 여길 떠나라고 했고, 포니아토프스키는 결국 빈을 떠나 서유럽을 떠돌 수 밖에는 없었다. 그러던 도중, 프랑스에서 그는 프랑스 혁명의 끔찍한 사건들을 보고 충격을 받기도 했다.

## 코시치우슈코 반란
1792년에 그는 숙부에게 자신의 견해를 피력한 편지를 썼는데, 내용은 국가적으로 대규모 반란을 일으킬 것을 권고하는 것이었다. 아직 싸울 수 있는 힘이 남아있는 폴란드는 국가를 위해 궐기하자고 한다면 그에 응하여 귀족들이 앞장서서 나라를 위해 싸울 것이라는 내용이었다.
1794년에 스타니스와프 아우구스트는 조카에게 편지를 썼고, 그로 하여금 돌아오게 하였다. 포니아토프스키는 그의 전 부하인 코시치우슈코의 아래에서 복무하게 되었고, 이 대규모 반란에 그의 이름을 올리게 되었다. 포니아토프스키는 코쉬츄스코로부터 리투아니아에서 반란을 일으키는 것을 제안받았지만, 언제 변심할지 모르는 숙부로부터 떨어질 수 없었던 그는 거절하고 대신 다른 장교를 추천했다.
그 후 포니아토프스키는 바르샤바 주변에서의 크고작은 전투에 참여하며 프로이센군을 상대로 밀고당기는 싸움을 했다. 그러나 결과적으로 반란은 실패로 끝났으며 포니아토프스키는 바르샤바에서 사적인 시간을 보냈다. 그의 영지는 몰수당했지만, 러시아에서는 그런 그를 자국 군대의 장교로 삼으려 노력했다. 러시아의 권고에도 불구하고 그는 그것을 무시했고, 러시아 차르와 귀족들의 위압에도 불구하고 그는 끝끝내 그것을 무시하고 1795년 빈으로 이사했다. 그 때 또다시 코쉬츄스코는 마지막 반란을 일으켰다.

## 다시 군대로
1796년 예카테리나 2세가 서거한 후, 파벨 1세는 그의 영지를 돌려주고 그를 데려오려는 시도를 했다. 그러나 포니아토프스키는 그것을 요양을 핑계로 거절했다. 그러나 1798년에 전 폴란드 국왕 스타니스와프 아우구스트가 상트페테르부르크에서 서거했다. 가장 친했던 숙부의 죽음이기에, 그는 숙부의 장례식에 참여했고, 몇 달간 상트페테르부르크에 머물렀다.
폴란드로 돌아온 포니아토프스키는 바르샤바의 그의 영지에 머물며 1806년까지 쭉 평화로운 생활을 누리고 있었다. 1802년에는 그의 숙부의 계승을 문제로 베를린에 다녀왔으며, 그곳에서 프로이센 왕가로부터 진심어린 환대를 받았다.
예나-아우어슈테트 전투에서 나폴레옹 군대가 승리하자, 폴란드 내의 프로이센 점령지가 해방되었다. 이 때, 포니아토프스키는 프로이센 국왕 프레드리히 빌헬름 3세로부터 바르샤바의 행정을 떠맡게 되었고, 포니아토프스키는 바르샤바와 인근 지역의 주둔군을 강화시켰다.
1806년 말에 조아생 뮈라가 이끄는 프랑스군이 바르샤바에 입성했고, 뮈라와 그의 측근의 권고로 프랑스군에 임관하게 되었다. 1807년 7월 나폴레옹에 의해 바르샤바 공국이 탄생했고, 포니아토프스키는 바르샤바 공국의 전쟁장관과 바르샤바 주 방위군 사령관에 취임했다. 당시에는 나폴레옹이 그를 그다지 신뢰하지 않았지만, 1808년에 다부의 휘하에서 치러진 여름 전역 당시 선보인 훌륭한 지휘로 인해 1809년에는 총사령관이 되었다.

## 나폴레옹 전쟁과 포니아토프스키
1809년 봄에는 오스트리아 전쟁에 참가하여 폴란드 군대를 이끌고 페르디난드 카를 요제프 대공이 이끄는 오스트리아군의 침공에 맞서 싸웠으며, 배에 달하는 군세를 상대로 버텨냈다. 포니아토프스키 자신이 바르샤바를 사수하고 있는 동안 다른 부대를 이용한 전략적인 기동으로 오스트리아의 지배하에 있던 남부 폴란드를 해방시켜 나갔다.
그해 10월, 오스트리아와 맺어진 화의로 인해 크라쿠프를 비롯한 남부 폴란드가 해방되었고, 포니아토프스키를 비롯한 폴란드인들은 환호했다. 1811년 4월에 포니아토프스키는 바르샤바 공 작센의 프레드리히 아우구스투스 1세를 대신하여 파리로 갔고, 나폴레옹 2세의 세례식에 참관했다. 그는 거기서 4달간 머물렀고, 황제와 그의 장군들과 함께 러시아 공략의 준비를 했다. 그는 거기서 우크라이나를 경유하는 남부 루트로 갈 것을 건의했지만 나폴레옹은 그것을 기각하고 본래 구상대로 진행하기로 했다. 그러나 아주 퇴짜놓은 것은 아니었던지, 포니아토프스키의 폴란드 군단이 그 루트를 통해 당초 계획을 보조하도록 했다.
폴란드군은 포니아토프스키가 이끄는 10만의 군대를 파견, 나폴레옹의 동생인 제롬 보나파르트의 지휘하에 놓이게 되었으나 계획이 틀어져서, 제롬은 포니아토프스키의 군대를 대육군의 좌익을 맡도록 했다. 포니아토프스키의 폴란드군은 전위대로서 훌륭히 싸웠고, 모스크바로 전진하면서 맞닥뜨린 러시아군과의 전투에서 전공을 세워나갔다. 스몰렌스크에서는 단독으로 그의 군대를 지휘, 도시 내로 돌입했고, 보로디노에서는 우티차 고지에서 해질녘까지 격렬한 싸움을 벌이던 5군단을 지원하여 승리로 이끌었다. 또한 모스크바에 가장 먼저 입성한 것도 포니아토프스키의 폴란드 병사들이었다.
그러나 문제는 그 직후 발생했고, 나폴레옹은 굶주림과 추위에 지쳐서 싸우지 못하는 병사들을 이끌고 다시 귀환해야만 했다. 포니아토프스키는 이때 후위를 맡아 전투에서 활약했으나 비야즈마 전투에서 큰 부상을 당했다. 그러고서도 그는 며칠 동안 더 지휘를 했으나 결국에는 베레지나에서 러시아군의 포로로 사로잡혔다. 그리고 그해 12월 12일, 다시 바르샤바로 돌아올 수 있었다.

## 말년
그리고 1813년, 부상이 나은 포니아토프스키는 빠르게 폴란드군을 재정비하고 전쟁준비를 서둘렀다. 다른 폴란드 지도자들이 나폴레옹에 대한 충성이 흔들리고 있을 때도, 포니아토프스키는 끝까지 나폴레옹에 대한 충성을 버리지 않았다. 2월 5일에 러시아군이 침공해오자, 포니아토프스키는 군대를 이끌고 바르샤바를 떠나 크라쿠프로 이동했고, 결국에는 8군단이 있는 보헤미아로 갔다.
보헤미아에서 프랑스군과 합류한 포니아토프스키는 라이프치히를 향해 이동, 뢰바우와 제틀리츠에서 파흘렌 장군이 이끄는 동맹군을 격파하며 이동했다.
그간의 훌륭한 전공으로, 라이프치히 전투 중 프랑스 원수로 임명되었고 전투 종반에는 프랑스군의 후퇴를 엄호하는 역할을 맡았다. 포니아토프스키는 다른 지휘관들과 함께 후퇴를 엄호하고 있었으며, 그 와중에 폴란드군의 병력을 상당수 잃었다. 반수 이상 줄어든 폴란드군을 지휘하면서, 공세가 완화되었을 즘에 천천히 철수를 감행했다. 그러나 다리가 붕괴되면서 다수의 프랑스 병사들과 함께 그는 엘스터 강에 빠져 죽고 말았다. 이와는 대조적으로 마크도날은 헤엄쳐서 살아남았다. 다리가 끊겨서 고립된 우디노는 결국 항복하는 수밖에는 없었다.
본래 퇴각시 모두가 엘스터 강을 건너고 다리를 끊게 되어 있었다. 문제는 다리를 끊는 것을 담당한 몽포르 대령이 다리 끊는 타이밍을 잘못 잡았었다. 계속 기다리고 있다가 한참을 기다려도 꾸역꾸역 오고 있는 것을 본 그는 우물쭈물대다 "작전대로 가야지"라는 생각에 아직 포니아토프스키가 다리 위에 있는 상태에서 다리를 끊어버렸으니 그 위에 있던 포니아토프스키는 추락해서 엘스터 강에 빠져 익사했고 그 뒤를 따르던 5000명이 넘는 폴란드 병사들은 전부 포로로 잡히고 말았다. 향년 50세.

## 사후
그의 유해는 1817년 폴란드로 이송되었고, 크라쿠프의 바벨 언덕에 있는 대성당에서 그는 그의 옛 동료이자 부하였던 타데우시 코시우치우슈코와 얀 3세 소비에스키의 옆에 묻혔다. 그는 결혼하지 않았으며, 그저 연인과의 관계에서 낳은 아이들밖에 없었다.

## 기타
나폴레옹은 포니아토프스키를 자신의 휘하 장군으로 대우한 것이 아니라 자신과 동등한 황제로서 대우해줬고 더군다나 나폴레옹은 자신의 부하들에게도 포니아토프스키를 자신에게 바치는 충성과 예우와 동일한 충성과 예우를 갖추도록 명령했다고 한다. 이에 크게 감동받은 포니아토프스키는 나폴레옹을 위해서라면 죽을 힘을 다했고 1812년 나폴레옹의 러시아 원정때도 폴란드 군대를 이끌고 참가하여 나폴레옹을 위해 정말 열심히 싸웠다. 그의 용맹은 조아생 뮈라에 버금가는 평가를 받을 만큼 대단했다. 그의 원래 용맹이라기 보다는 그가 이만큼 죽을 힘을 다했다는 것이 맞다.
자신의 조국 폴란드를 사랑했고, 폴란드 독립을 위하여 최선을 다한 그는 폴란드 내에서 영웅으로 칭송받고 있다. 그는 진심으로 순수하게 조국의 독립을 위해 불꽃처럼 살다 간 영웅 중의 영웅으로 평가되고 있다.
폴란드인들에게 있어 포니아토프스키는 구국의 영웅으로 비춰지고 있다. 당시 포니아토프스키가 전사했을 때, 그의 죽음은 당대의 모든 폴란드인들에게 있어 거의 재앙에 가까운 충격이였다. 훗날, 제2차 세계대전 중에 폴란드 망명 정부 소속 군대에서 포니아토프스키의 이름을 딴 폴란드 공군 폭격기 편대가 창설되었다.

## 같이 보기
- 스타니스와프 아우구스트 포니아토프스키